# Trestia, Maramureș
Trestia este un sat în comuna Cernești din județul Maramureș, Transilvania, România.

## Istoric
Prima atestare documentară: 1603 (pagus Kötelesmezeö). 

## Etimologie
Etimologia numelui localității: din apelativul trestie „plantă erbacee din familia gramineelor; nadă" (< sl. trĭstĭ, trŭstĭ). 

## Demografie
La recensământul din 2011, populația era de 748 locuitori. 

## Monumente istorice
Biserica „Sfinții Arhangheli Mihail și Gavriil” (1868).